# Wood Village
Wood Village és una població dels Estats Units a l'estat d'Oregon. Segons el cens del 2000 tenia 2.860 habitants.

## Demografia
Segons el cens del 2000, Wood Village tenia 2.860 habitants, 1.014 habitatges, i 701 famílies. La densitat de població era de 1.162,4 habitants per km².
Dels 1.014 habitatges en un 38,6% hi vivien nens de menys de 18 anys, en un 45,9% hi vivien parelles casades, en un 16,8% dones solteres, i en un 30,8% no eren unitats familiars. En el 23,9% dels habitatges hi vivien persones soles el 6,8% de les quals corresponia a persones de 65 anys o més que vivien soles. El nombre mitjà de persones vivint en cada habitatge era de 2,76 i el nombre mitjà de persones que vivien en cada família era de 3,22.
Per edats la població es repartia de la següent manera: un 28,6% tenia menys de 18 anys, un 10,2% entre 18 i 24, un 32,8% entre 25 i 44, un 19,7% de 45 a 60 i un 8,6% 65 anys o més.
L'edat mediana era de 31 anys. Per cada 100 dones de 18 o més anys hi havia 97,2 homes.
La renda mediana per habitatge era de 43.384$ i la renda mediana per família de 48.167$. Els homes tenien una renda mediana de 31.577$ mentre que les dones 25.500$. La renda per capita de la població era de 17.833$. Aproximadament el 6,9% de les famílies i el 8,3% de la població estaven per davall del llindar de pobresa.

## Poblacions més properes
El següent diagrama mostra les poblacions més properes.